# Powiat Yasu
Powiat Yasu (jap. 夜須郡 Yasu-gun) – dawny powiat w Japonii, w prefekturze Fukuoka.

## Historia

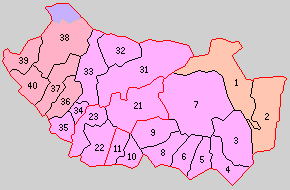
Powiat Yasu (31–40 – 1889 r.)

W pierwszym roku okresu Meiji na terenie powiatu znajdowały się 52 wioski.
Powiat został założony 1 listopada 1878 roku. 1 kwietnia 1889 roku powiat został podzielony na 1 miejscowość Amagi i 9 wiosek: Kamiakitsuki (上秋月村), Akitsuki (秋月町), Yasukawa, Mada, Ōmiwa, Kurida, Mine, Nakatsuya oraz Yasuno. 27 grudnia 1893 roku wioska Akitsuki zdobyła status miejscowości.
1 kwietnia 1896 roku powiat Yasu został włączony w teren nowo powstałego powiatu Asakura. W wyniku tego połączenia powiat został rozwiązany.